# Кинабалу (национални парк)
Парк Кинабалу (малајс. Taman Kinabalu) основан је као један од првих националних паркова Малезије 1964. године, прво је малезијско место светске баштине које је Унеско одредио у децембру 2000. године због „изванредних универзалних вредности“ и улоге једног од најважнијих биолошких налазишта на свету са више више од 4500 врста флоре и фауне, укључујући 326 врста птица и око 100 врста сисара и преко 110 врста копнених пужева.
Смештен на западној обали Сабаха простире се на површини од 754 квадратна километра око планине Кинабалу, која је са 4095,2 метра највиша планина на острву Борнео.
Парк је једно од најпопуларнијих туристичких места у Сабаху и Малезији уопште. Године 1967. парк је посетило више од 987.653 посетилаца и 43.430 планинара.

## Историја
Регија је проглашена националним парком 1964. године. Британски колонијални администратор и природњак Хју Лоу водио је експедицију из Туарана у регион 1851. године. Такође је постао први човек који се попео на врх планине Кинабалу и по њему је највиши врх добио име.

## Географија
Парк Кинабалу налази се на ланцу Крокер, на западној обали Сабаха. Налази се у округу Ранау, у оквиру дивизије Западне обале. Парк се често меша са националним парком Крокер који је засебан парк на југу.
Седиште парка удаљено је 88 километара од града Кота Кинабалу. Постоје запечаћени путеви који воде према седишту парка из других делова Сабаха. Налази се на јужној граници парка Кинабалу, на надморској висини од 1563 метара.

## Карактеристике администрације и парка
Овим парком управља организација која се зове паркови Сабах. Смештај у облику колиба може се наћи у парку, углавном око седишта. Свака особа која жели да се попне на планину мора бити у пратњи квалификованог водича. Трошкови боравка су знатно већи него у смештајима изван парка и укључују обавезну куповину оброка.
Планинарска стаза на врху почиње у Тимпохону. Постоји и алтернативни пут који се зове Стаза Месилау.

## Екологија
Ово ботаничко налазиште садржи разнолику флору и фауну која се протеже у четири климатске зоне; од богате низије Dipterocarpaceae шуме преко планинског храста, рододендрона, до четинарских шума, до алпских ливада и до закржљалог грмља. Планина је такође позната по бројним врстама биљака месождерки и орхидејама, а посебно међу Nepenthes rajah.
Такође је дом многих ендемичних животињских врста, укључујући дивљу црвену пијавицу и гигантску кишну глисту. Парк такође угошћује разне птице, инсекте, сисаре, водоземце и гмизавце.
Планина Кинабалу је једна од најмлађих не-вулканских планина на свету. Формирана је у последњих 10 до 35 милиона година. Планина и даље расте брзином од пет милиметара годишње.